# Ukyo Katayama
Ukyo Katayama (jap.: 片山 右京) (Tokyo, Japan, 29. svibnja 1963.) je bivši japanski vozač automobilističkih utrka. Godine 1991. osvojio je naslov u Japanskoj Formuli 3000. U Formuli 1 je nastupao od 1992. do 1997., a najbolje rezultate je ostvario na Velikoj nagradi Brazila i Velikoj nagradi San Marina 1994., kada je u Tyrrellu osvojio dva peta mjesta. Na utrci 24 sata Le Mansa je nastupio šest puta, a najbolji rezultat je ostvario 1999., kada je sa suvozačima Keiichijem Tsuchiyom i Toshiom Suzukijem u bolidu Toyota GT-One, osvojio drugo mjesto u ukupnom poretku, dok je u svojoj klasi LMGTP bio najbolji.

## Vanjske poveznice
- Ukyo Katayama - Driver Database
- Ukyo Katayama - Stats F1